# Atlantische Hurrikansaison 1960
Die Hurrikansaison 1960 begann offiziell am 1. Juni 1960 und endete am 30. November 1960. Diese Daten grenzen für gewöhnlich die Zeitspanne jedes Jahres ab, wenn sich die meisten tropischen Wirbelstürme im Gebiet des Atlantischen Ozeans, der Karibik und des Golfs von Mexiko bilden. Die Saison war unterdurchschnittlich aktiv, insgesamt bildeten sich nur sieben Stürme.
Der bemerkenswerteste Sturm der Saison war der Hurrikan Donna, der den Status der Kategorie 5 auf der Saffir-Simpson-Hurrikan-Windskala erreichte und der am längsten andauernde, große Hurrikan seit Beginn der Aufzeichnungen tropischer Wirbelstürme im atlantischen Becken war. Es war der schlimmste Sturm, der Florida in den letzten zehn Jahren traf, mit sechs direkt verursachten Todesfällen und 387 Millionen US-Dollar an Schaden (2,4 Milliarden in US-Dollar von 2000).
Auch Ethel erreichte sehr schnell Kategorie 5, bevor er vor dem Landgang in Mississippi abfiel. Damit wurde die Saison zur ersten atlantischen Hurrikansaison überhaupt seit Beginn der Aufzeichnungen durch das National Hurricane Center (NHC), in der sich zwei oder mehr Hurrikane der Kategorie 5 bildeten (mit Stand Juli 2021 kam dies seitdem in fünf weiteren Saisons vor: 1961, 2005, 2007, 2017 und 2019); sie verbleibt als einzige Saison mit zwei aufeinanderfolgenden Hurrikanen der Kategorie 5.

## Stürme

### Tropischer Sturm Eins
Der südliche Teil eines starken, westlichen Tiefs entwickelte sich zu einem tropischen Tiefdruckgebiet in der Bucht von Campeche am 22. Juni. Es zog nordwestwärts, verstärkte sich am nächsten Tag in einen tropischen Sturm und schlug 48 Kilometer südlich von Corpus Christi, Texas mit 72 km/h ein. Der Sturm schlängelte sich über Südtexas und goss schwere Regenfälle über dem Gebiet aus. Er zog langsam nordwärts und löste sich schließlich über Illinois am 29. auf. Obwohl er schwach war, verursachte der Sturm 3,6 Millionen US-Dollar (1960) und 15 Todesfälle an Schaden.

### Hurrikan Abby
Das tropische Tiefdruckgebiet, das zum Hurrikan Abby wurde entstand östlich der Kleinen Antillen am 10. Juli, wahrscheinlich aus einer tropischen Welle. Als es die Inseln kreuzte, verstärkte sich in der Nacht sehr schnell zu einem Hurrikan. Abby blieb unübersichtlich, während er die Karibik kreuzte, und schwächte sich am 13. wieder zu einem tropischen Sturm ab. Er wurde übersichtlicher als er sich der Küste von Britisch-Honduras, heute Belize, näherte und erreichte einen Höchststand von 137 km/h, bevor er am 15. das Land traf. Abby löste sich am nächsten Tag über Mexiko auf, nachdem er 600.000 US-Dollar (1960 Dollar) an Schaden anrichtete und auf St. Lucia sechs Menschen tötete.

### Tropischer Sturm Brenda
Eine schwache Zirkulation im östlichen Golf von Mexiko entwickelte sich am 28. Juni zu einem tropischen Tiefdruckgebiet. Es zog schnell nordostwärts und wurde am nächsten Tag über dem Südosten Georgias zu einem tropischen Sturm. Brenda erreichte seinen Höchststand von 97 km/h am 30., während er der Ostküste gleichlief. Er zog nordwärts durch Neuengland, wo er am 31. außertropisch wurde. Brenda verursachte geschätzte 5 Millionen US-Dollar (1960) an Schaden in Westflorida.

### Hurrikan Cleo
Der Vorläufer von Hurrikan Cleo war ein Tiefdruckgebiet, das sich am 17. August zu einem tropischen Wirbelsturm entwickelte. Cleo, ein kleiner Sturm wurde am 18. August zu einem Hurrikan, als er nordostwärts zog. Nachdem er einen Höchststand von 145 Kilometern pro Stunde erreicht hatte, schwächten ihn kühlere Gewässer und höherstufige Winde stetig ab bis zu seinem Auflösen am 21. August.

### Hurrikan Donna
Siehe Hauptartikel: Hurrikan Donna
Hurrikan Donna war der zerstörendste Hurrikan der Saison. Nachdem er die Stärke von Kategorie 5 auf dem offenen Ozean Anfang September erreicht hatte, passierte er den Norden der Großen Antillen als Kategorie 4. Donna traf die Florida Keys, Fort Myers, die Outer Banks und schließlich Long Island, New York am 12. September. Donna verursachte 400 Millionen US-Dollar an Schaden und 364 Todesfälle, wovon 148 direkt vom Sturm verursacht wurden.

### Hurrikan Ethel
Hurrikan Ethel bildete sich am 14. September im Golf von Mexiko und intensivierte sich schnell und erreichte an diesem Abend Kategorie 5 südlich der Mündung des Mississippi River. Der Sturm schwächte sich am nächsten Morgen zu einem tropischen Sturm ab, nachdem er das untere Plaquemines Parish mit hurrikanartigen Winden traf. Ethel kam als tropischer Sturm an der Golfküste von Mississippi an Land und verursachte nur 1 Million US-Dollar an Schaden.

### Tropischer Sturm Florence
Eine große Fläche von Regenaktivität nördlich von Puerto Rico entwickelte sich zu einem tropischen Tiefdruckgebiet am 17. September. Am nächsten Tag wurde es ein tropischer Sturm, aber ungünstige Bedingungen schwächten Florence wieder zu einem Tiefdruckgebiet ab. Es bewegte sich am 22. über Kuba und zog nordostwärts über Florida. Ein Hochdruckkamm zwang Florence westwärts, wo es sich, nachdem es über den nordöstlichen Golf von Mexiko zog, am 27. über Mississippi auflöste.

## Namen der Stürme von 1960
Die folgenden Namen wurden als Namen für Stürme (tropische Stürme und Hurrikans) benutzt, die sich im Nordatlantik 1960 bildeten:
Abby, Brenda, Cleo, Donna, Ethel, Florence
Nicht mehr zur Anwendung kamen:
Gladys, Hilda, Isbell, Janet, Katy, Lila, Molly, Nita, Odette, Paula, Roxie, Stella, Trudy, Vesta, Wesley

### Rücknahme
Der Name Donna wurde später von der Liste der Namen tropischer Wirbelstürme gestrichen und durch Dora ersetzt.